# إيغور سليونيايف
إيغور نيكولايفيتش سليونيايف(بالروسية: И́горь Никола́евич Слюня́ев) هو وزير التنمية الإقليمية لروسيا منذ 17 أكتوبر سنة 2012.

## حياته
ولد إيغور سليونيايف عام 1966 في مدينة أسيل كول بمحافظة أومسك بروسيا. وخدم في أعوام 1984 – 1986 في الجيش السوفيتي، ثم التحق بكلية الحقوق بجامعة موسكو الحكومية التي أنهى الدراسة فيها عام 1988.
وخدم سلونيايف منذ عام 1988 في أجهزة الأمن، وأنهى الدراسات العليا في مدرسة الشرطة العليا ونال شهادة الدكتوراه في الحقوق. ثم تخرج عام 1999 من أكاديمية الخدمة الحكومية.
وعمل في أعوام 1994 – 1996 نائبا لرئيس إدارة مصرف «موس سيب أنتربنك». وتولى عام 1996 منصب نائب وزير التعاون مع الدول الأعضاء في رابطة الدول المستقلة. وتولى عام 2000 منصب النائب الأول لوزير النقل، وثم تولى إدارة مصلحة الطرق في روسيا. وتم تعيينه أيضا عضوا في لجنة تسيير شؤون القطاع الزراعي لدى الحكومة الروسية.
وفي عام 2007 وافق مجلس الدوما لمحافظة كوستروما الروسية على تعيينه محافظا . وكان يتولى هذا المنصب لغاية 13 أبريل/نيسان عام 2012 حين اتخذ الرئيس الروسي آنذاك دميتري مدفيديف قرارا بإعفائه عن هذا المنصب.
وفي 17 أكتوبر/تشرين الأول عام 2012 تم تعيينه في منصب وزير التنمية الإقلسيمية في روسيا الاتحادية.
ومنح عام 2009 وسام الشرف، وحاز عام 2011 على الجائزة البيئية القومية لقاء الجهود التي اتخذها من اجل الحفاظ على البيئة في كوستروما أوبلاست.